# Emprosthiothrips bogong
Emprosthiothrips bogong är en insektsart som beskrevs av Laurence A. Mound 1969. Emprosthiothrips bogong ingår i släktet Emprosthiothrips och familjen rörtripsar. Inga underarter finns listade i Catalogue of Life.